# Хосе Луїс Морено Барросо
Хосе Луїс Морено Барросо (ісп. José Luis Moreno Barroso, нар. 3 березня 1991, Картая), відомий як Хоселу (ісп. Joselu) — іспанський футболіст, нападник клубу «Луго».

## Ігрова кар'єра
У дорослому футболі дебютував 2009 року виступами за команду «Вільярреал Б», а сезон 2011/12 відіграв за головну команду «Вільярреала», взявши участь в 11 іграх Ла-Ліги.
2012 року на правах оренди перейшов до друголігової «Кордови», а за рік уклав повноцінний контракт з представником того ж дивізіону, «Рекреатіво» (Уельва).
В подальшому продовжував виступати на рівні Сегунди, грав за «Мальорку», «Луго»,  «Гранаду», «Реал Ов'єдо» і «Тенерифе». У сезоні 2016/17, граючи за «Луго», забив 23 голи в іграх другого іспанського дивізіону, ставши таким чином володарем Трофея Сарри найрезультативнішому іспанському гравцю турніру.
2021 року на правах оренди з «Тенерифе» повернувся до «Луго».